# Friedrich Wilhelm Alexander von Mechow

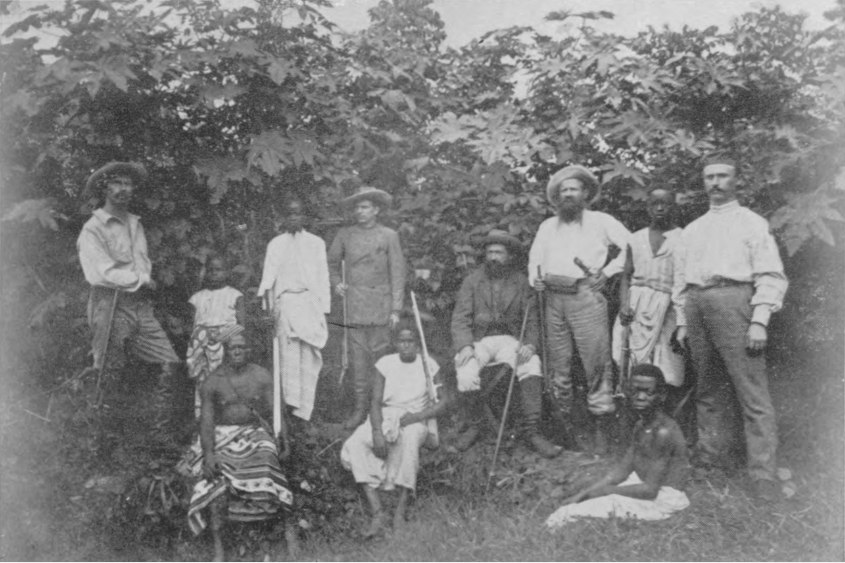
Die Mitglieder der Deutschen Gesellschaft zur Erforschung Äquatorialafrikas. Pechuël-Loesche (links), Otto Lindner (5. von links), Güssfeldt (5. von rechts), von Mechow (4. von rechts) und Falkenstein (rechts). Aufnahme von 1876.

Friedrich Wilhelm Alexander von Mechow (* 9. Dezember 1831 in Lauban; † 15. März 1904 in Jugenheim) war ein schlesisch-preußischer Major, Sammler und Afrikaforscher. Insbesondere interessierte er sich für die Tier- und Pflanzenwelt Afrikas.

## Leben
Mechow war Sohn von Wilhelm Heinrich von Mechow (1789–1865) und Friederike von Mechow geb. Sönderup (1797–1869). Er hatte mehrere Geschwister. Seine Erziehung erhielt er im Potsdamer Kadettenkorps. 1866 nahm er als Offizier des Infanterie-Infanterieregiments „Louis Ferdinand“ am Deutschen Krieg sowie 1870/71 am Krieg gegen Frankreich teil, wo er in der Schlacht bei Wörth schwer verwundet wurde. 1874 nahm er als Major seinen Abschied.
Von 1873 bis 1875 beteiligte er sich an der ersten deutschen Expedition zum Königreich Loango (an der Küste der heutigen Republik Kongo) unter Paul Güßfeldt. Die zweite größere Reise unternahm er zwischen 1879 und 1882 in Angola, wo er den Mittellauf des Kwango erforschte, den damals so genannten Kaiser-Wilhelms-Fall entdeckte und den Fluss aufwärts bis zu den Stromschnellen Kingunshi (5° 5' S) verfolgte. Das eigentliche Ziel, den Kongo-Fluss, erreichte er jedoch nicht. Im September 1880 suchte von Mechow als erster Europäer den Sitz des mächtigen Statthalters des Königreichs Lunda im von Lunda beherrschten Yaka-Staat auf, der den Titel Mwene Putu Kasongo (mwene = Besitzer, putu = portugiesisch, Portugiese) trug und seine Untertanen wie Sklaven behandelte. Mechow verwechselte den Titel des Herrschers mit seinem Namen, vermutlich trug er den Namen Mawesi (ca. 1828 – ca. 1888). Die kleine Residenz des Putu Kasongo war damals ein wichtiger Fernhandelsknoten. Von Mechow fielen die „Ruhe“ und der „Anstand“ der Residenzbewohner auf, die streng diszipliniert wurden und nachts das Dorf nicht verlassen durften. Mechow schlug angesichts des Wettlaufs zwischen Franzosen, Engländern, Portugiesen und Belgiern um die Dominanz in der Region vor, am linken Ufer des Kwango einen deutschen Handelsstützpunkt zu errichten, scheiterte jedoch an den seit 1876 erstarkenden Interessen des belgischen Königs an der Region.
Das gesammelte biologische Material kam 1882 nach Berlin. Die vogelkundlichen Forschungsergebnisse wurden von Jean Louis Cabanis 1882 und 1884 im Journal für Ornithologie dargestellt und fanden 1900–1901 Eingang in die berühmten Publikationen Anton Reichenows zur Vogelfauna Afrikas.
Gustav Quedenfeldt benannte ihm zu Ehren den Bockkäfer Cloniophorus mechowi Quedenfeldt, 1882.

## Werke
- F. A. W. von Mechow: Kartenwerk meiner Kuango-Expedition. 28 Blätter. Berlin.